# Mandela Challenge Plate
El Mandela Challenge Plate es un torneo de rugby disputado entre las selecciones de Australia y la de Sudáfrica.

## Historia
Su nombre es en homenaje al presidente Nelson Mandela, primer presidente de Sudáfrica luego del Apartheid.
La primera edición se disputó en el año 2000 con el triunfo del seleccionado de Australia
Desde 2002 y con regularidad desde el 2005 se pone en juego en el partido disputado entre ambos en el Rugby Championship.

## Ediciones
| Edición | Año  | Ganador    | Resultado de la serie |
| ------- | ---- | ---------- | --------------------- |
| I       | 2000 | Australia  | 1-0                   |
| II      | 2002 | Sudáfrica  | 1-0                   |
| III     | 2005 | Sudáfrica  | 1-1 (lo retiene)      |
| IV      | 2006 | Australia  | 2-1                   |
| V       | 2007 | Australia  | 1-1 (lo retiene)      |
| VI      | 2008 | Australia  | 2-1                   |
| VII     | 2009 | Sudáfrica  | 2-1                   |
| VIII    | 2010 | Australia  | 2-1                   |
| IX      | 2011 | Australia  | 2-0                   |
| X       | 2012 | Australia  | 1-1 (lo retiene)      |
| XI      | 2013 | Sudáfrica  | 2-0                   |
| XII     | 2014 | Sudáfrica  | 1-1 (lo retiene)      |
| XIII    | 2015 | Australia  | 1-0                   |
| XIV     | 2016 | Australia  | 1-1 (lo retiene)      |
| XV      | 2017 | Australia  | 0-2-0 (lo retiene)    |
| XVI     | 2018 | Australia  | 1-1 (lo retiene)      |
| XVII    | 2019 | Sudáfrica  | 1-0                   |
| XVIII   | 2021 | Australia  | 2-0                   |
| XIX     | 2022 | Australia  | 1-1 (lo retiene)      |
| XX      | 2023 | Sudáfrica  | 1-0                   |
| XXI     | 2024 | Sudáfrica  | 2-0                   |
| XXII    | 2025 | en disputa | Australia 1-0         |

## Palmarés
| Australia | 13 trofeos |
| Sudáfrica | 8 trofeos  |

Nota: El trofeo 2024 es el último torneo considerado